# Književnost u 1957.
◄◄ | ◄ | 1954. | 1955. | 1956. | 1957.  | 1958. | 1959. | 1960. | ► | ►►
Arhitektura • Astronautika • Astronomija • Biologija • Film • Fotografija • Glazba • Kazalište • Kemija • Kiparstvo • Knjige • Književnost • Kršćanstvo • Meteorologija • Medicina • Planinarstvo • Politika • Pravo • Promet • Slikarstvo • Strip • Šport • Televizija • Znanost • Zrakoplovstvo • Željeznički promet
Književnost u 1957.

## Svijet

### Književna djela
Opsadno stanje
- Progonstvo i kraljevstvo Alberta Camusja
- Doktor Živago Borisa Pasternaka

### Nagrade i priznanja
- Nobelova nagrada za književnost:

## Hrvatska i u Hrvata

### Smrti
- 30. studenog – Marija Jurić Zagorka, hrvatska književnica i novinarka (* 1873.)
- 17. prosinca – Jagoda Truhelka, hrvatska pedagoginja i književnica (* 1864.)

## Vanjske poveznice
|  | Zajednički poslužitelj ima još gradiva o temi Književnost u 1957. |